# Bricquebosq
Bricquebosq település Franciaországban, Manche megyében. Lakosainak száma 638 fő (2022. január 1.). Bricquebosq Breuville, Couville, Grosville, Rauville-la-Bigot, Saint-Christophe-du-Foc és Sotteville községekkel határos.

## Népesség
A település népességének változása:
| Lakosok száma | 389  | 386  | 414  | 476  | 567  | 582  | 588  | 600  | 638  | 638  |
|               | 1968 | 1982 | 1990 | 2006 | 2013 | 2015 | 2017 | 2019 | 2020 | 2022 |